# Gruixinski
Gruixinski (en rus: Грушинский) és un poble (un khútor) de l'óblast de Rostov, a Rússia, que en el cens del 2010 tenia 163 habitants, pertany al municipi de Karguínskaia.